# Lampertheimer Spargellauf

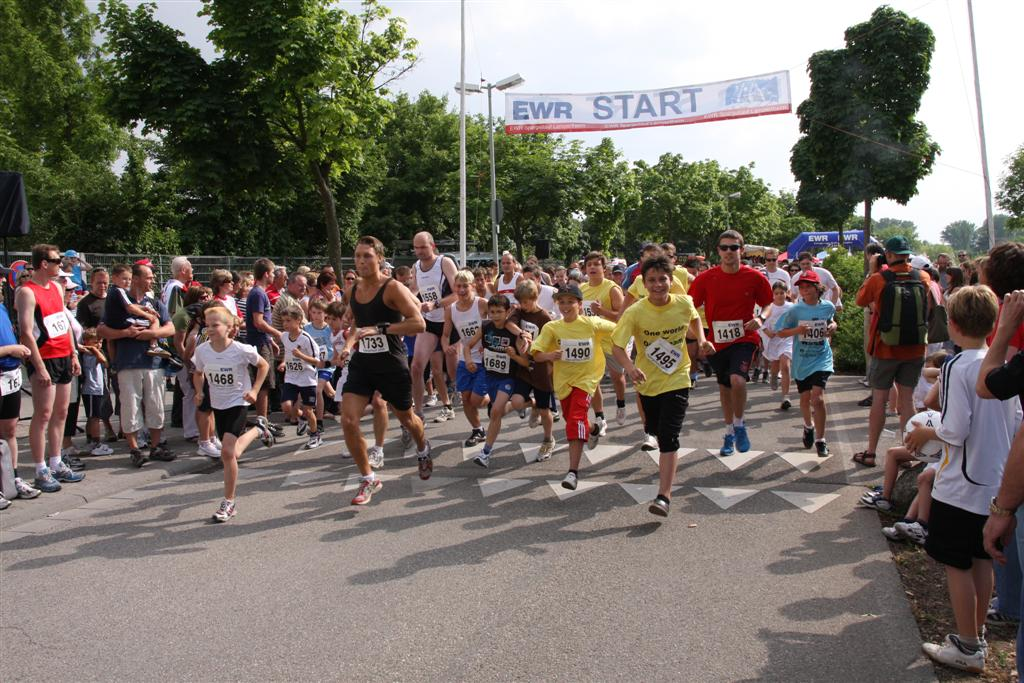
Start des 5-km-Laufes

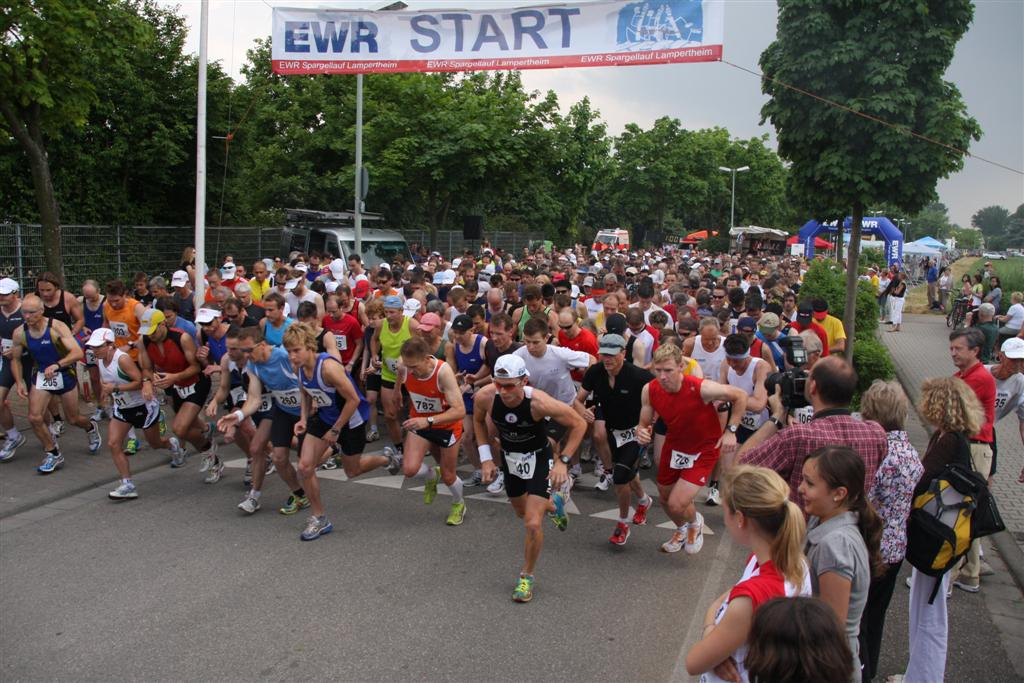
Start des 21-km- und 10-km-Laufes

Der Lampertheimer Spargellauf ist ein Volkslauf im südhessischen Lampertheim, der jährlich vom Turnverein Lampertheim organisiert wird. Der Spargellauf findet traditionell eine Woche vor dem Lampertheimer Spargelfest statt.
Spitzenathleten wie der zweifache Ironman-Hawaii Sieger Norman Stadler oder der mehrfache Sieger des Ironman Europe Lothar Leder sind schon in Lampertheim gestartet. Jeder Finisher erhält ein Spargellauf-T-Shirt, welches jedes Jahr eine andere Farbe hat.

## Strecken
Die Hauptläufe über 10 km und 21 km sind offizielle DLV-Straßenläufe. Zudem gibt es noch einen 5-km-Lauf, einen Bambini-Lauf (ca. 900 m) sowie 2008 zum ersten Mal auch einen Schülerlauf über ca. 1800 m. Die Hauptläufe werden gemeinsam gestartet und führen durch die Lampertheimer Innenstadt. Am Ortsausgang nach Bürstadt wenden die 10-km-Läufer und laufen durch die Stadt zurück ins Ziel, während die 21-km-Läufer über die Spargelfelder und den Lampertheimer Wald eine Schleife durch den Ortsteil Neuschloß laufen.

### Finisher
| Strecke     | Finisher 2005 | Finisher 2006 | Finisher 2007 | Finisher 2008 | Finisher 2009 | Finisher 2010 | Finisher 2011 |
| ----------- | ------------- | ------------- | ------------- | ------------- | ------------- | ------------- | ------------- |
| 21 km       | 462           | 570           | 369           | 274           | 393           | 206           | 164           |
| 10 km       | 375           | 405           | 379           | 337           | 444           | 304           | 278           |
| 5 km        | 185           | 302           | 214           | 271           | 378           | 271           | 203           |
| Schülerlauf | n/a           | n/a           | n/a           | 105           | 108           | 73            | 73            |

### Streckenrekorde
| Strecke | Frauen    | Männer     |
| ------- | --------- | ---------- |
| 21 km   | 1:24,31 h | 1:09,20 h1 |
| 10 km   | 34,08 min | 30,42 min  |

1Aufgestellt beim 21. Spargellauf 2009 von Jürgen Stilgenbauer.

## Wissenswertes
Neben dem Lampertheimer Spargellauf gibt es auch einen Nienburger Spargellauf.